# Мольнар, Эрик
Эрик Мольнар (венг. Erik Molnár; 16 декабря 1894, Нови-Сад, Транслейтания — 8 августа 1966, Будапешт) — венгерский государственный деятель, историк, философ, экономист, академик Венгерской Академии Наук (1949). Дважды занимал пост министра иностранных дел Венгрии: с 1947 по 1948 год и с 1952 по 1953 год.

## Биография
Во время Первой мировой войны воевал на Восточном фронте, где был взят в плен русскими частями. В лагере для военнопленных во Владивостоке Мольнар впервые познакомился с коммунистическими идеями. Позже он вернулся домой и закончил прерванное войной юридическое образование. После этого присоединился к нелегальной деятельности Венгерской коммунистической партии вместе со своим младшим братом Рене.
В партии с 1928 года. Публиковал много статей в нелегальных коммунистических газетах (Gondolat, Társadalmi Szemle, Korunk). Во время оккупации Венгрии германскими войсками (март-сентябрь 1944 год) подвергался арестам.
Во временном национальном правительстве он занимал пост министра благосостояния (1944—1945 годы). Позже был назначен министром информации и министром иностранных дел (1947—1948 годы). Затем был послом Венгрии в Советском Союзе (1948—1949 годы), позже работал министром юстиции (1950—1952 годы). С 1952 по 1953 год снова был министром иностранных дел. Он был председателем Верховного суда Венгрии с 1953 по 1954 год, позже снова был назначен министром юстиции (1954—1956 годы).
Являлся членом ассамблеи компартии Венгрии с 1944 года до своей смерти, а также членом Центрального комитета коммунистической партии Венгрии с 1948 года.
Мольнар сыграл большую роль в управлении историческими исследованиями в качестве члена исторического института Венгерской академии наук и председателя Венгерского исторического общества с 1958 года. С 1949 года директор Института истории Венгерской АН.
Он основательно занимался исследованием проблем общественного развития Венгрии, прежде всего земельным вопросом.
Во время Второй мировой войны за его авторством появились большие исследования об обществе эпохи династии Арпадов («Az Árpádkori társadalom», 1943 год). После 1945 года Мольнар занимался венгерской предысторией («A magyar nép őstörténete», 1953 год), вопросами социальной истории эпох («Dialektika», 1945 год), вопросами современного капитализма («A jelenkori kapitalizmus néhány gazdasági problémája», 1959 году).
Скончался в 1966 году в Будапеште.